# Idaea rubrolineata
Idaea rubrolineata är en fjärilsart som beskrevs av Leo Schwingenschuss 1933. Idaea rubrolineata ingår i släktet Idaea och familjen mätare. Inga underarter finns listade i Catalogue of Life.